# Irina Tolkounova
Pour les articles homonymes, voir Tolkounova.
Irina Tolkounova (en russe : Ирина Ивановна Толкунова), née le 2 juin 1971 à Moscou, est une joueuse de water-polo russo-kazakhe. Elle a participé aux Jeux olympiques d'été de 2000 avec l'équipe de Russie et aux Jeux olympiques d'été de 2004 pour l'équipe du Kazakhstan.

## Palmarès

### En sélection
- Russie
  - Jeux olympiques :
    - Médaille de bronze : 2000.